# Primo scontro aereo del golfo della Sirte
La battaglia aerea sul golfo della Sirte del 19 agosto 1981 fu un confronto armato tra aerei militari libici e statunitensi nel cielo sopra il Mediterraneo.
La tensione tra i due paesi scaturì dall'azione unilaterale libica di estendere il limite delle proprie acque territoriali con la dichiarazione del 19 ottobre 1973, giustificata facendo ricorso ai principi delle baie storiche e rivendicando l'intero golfo come territorio nazionale tracciando una linea di base della lunghezza di 302 mn coincidente con il parallelo 32° 30' N detta "linea della morte", il cui attraversamento avrebbe comportato una risposta di tipo militare. La crisi sortì come prima risposta l'invio in quel teatro delle portaerei USS Forrestal (CV-59) e USS Nimitz (CVN-68) nell'ambito della United States Sixth Fleet, che iniziò ad operare a ridosso di essa.

## Storia
Negli anni settanta, dopo che la Libia aveva esteso le proprie acque territoriali di ulteriori dodici miglia al largo del Golfo della Sirte, spingendo gli Stati Uniti a condurre operazioni coercitive nei confronti della Libia e creando una cosiddetta "line of death" (linea della morte), che se oltrepassata da velivoli della aeronautica libica avrebbe avuto come conseguenza un attacco immediato da parte delle forze statunitensi presenti nel golfo, le tensioni tra Libia e Stati Uniti andarono ad inasprisi fino a quando le forze americane presenti nel golfo della Sirte furono decisamente aumentate nel 1981, anno in cui fu eletto Ronald Reagan presidente degli Stati Uniti. Nell'Agosto del 1981 Reagan autorizzò un incremento della componente navale e aerea nel Golfo della Sirte, inviando sul posto le due portaerei, la USS Forrestal (CV-59) e la USS Nimitz (CVN-68). In risposta la Libia dispiegò un elevato numero di caccia in quella zona.
La mattina del 18 agosto tre MiG-25 tentarono di avvicinarsi al gruppo navale composto dalle due portaerei ma furono allontanati da degli F-4 Phantom II decollati dalla portaerei Forrestal e da degli F-14 decollati dalla Nimitz. Nel tentativo di individuare la posizione esatta delle portaerei l'aviazione libica fece decollare nel corso della giornata 35 coppie di velivoli tra i quali MiG-23 'Flogger', MiG-25, Sukhoi Su-20 'Fitter-C', Su-22M 'Fitter-J' e Mirage F1. Nonostante questo creasse forti tensioni in nessuno di questi casi si fece ricorso alla forza, anche quando alcuni MiG-25 tentarono di oltrepassare il blocco aereo sfruttando la loro velocità superiore.

## La crisi
La mattina del 19 agosto due F-14 VF-41 Black Aces con il nome in codice (call sign) Fast Eagle 102 (Cdr Henry "Hank" Kleemann/Lt David "DJ" Venlet) e Fast Eagle 107 (Lt Lawrence "Music" Muczynski/LtJg James "Amos" Anderson), decollarono dalla portaerei Nimitz per condurre un pattugliamento aereo a lungo raggio, quando un E-2 Hawkeye individuò due Su-22 'Fitter' che erano appena decollati dalla Okba Ben Nafi Air Base nei pressi di Tripoli.
Immediatamente fu ordinato ai due F-14 di intercettare i due caccia libici. Una volta intercettati in prossimità della cosiddetta "linea della morte", uno dei Fitter poco prima di varcare la linea aprì il fuoco sparando un AA-2 "Atoll" contro uno dei due Tomcat mancando però il bersaglio. Nel successivo tentativo di fuggire i due caccia furono abbattuti dai due F-14. Stando a quanto riferito dai piloti americani, i due aviatori libici riuscirono ad eiettarsi anche se il paracadute di uno di essi non dovrebbe essersi aperto.
Un'ora più tardi, mentre la marina libica conduceva le operazioni di recupero dei due piloti abbattuti, due MiG-25 si avvicinarono nuovamente alla flotta americana in modo minaccioso, ma anche questa volta il deterrente messo in campo dalla marina statunitense con i suoi F-14 fu sufficiente per fare desistere i libici. Un terzo e ultimo tentativo fu poi intrapreso ancora il giorno stesso da parte della aeronautica libica nell'intento di individuare la posizione della flotta americana, anche se in questo caso come in quello precedente non si fece uso della forza.
In seguito all'incidente avvenuto le tensioni tra Libia e Stati Uniti aumentarono notevolmente.

## Galleria d'immagini

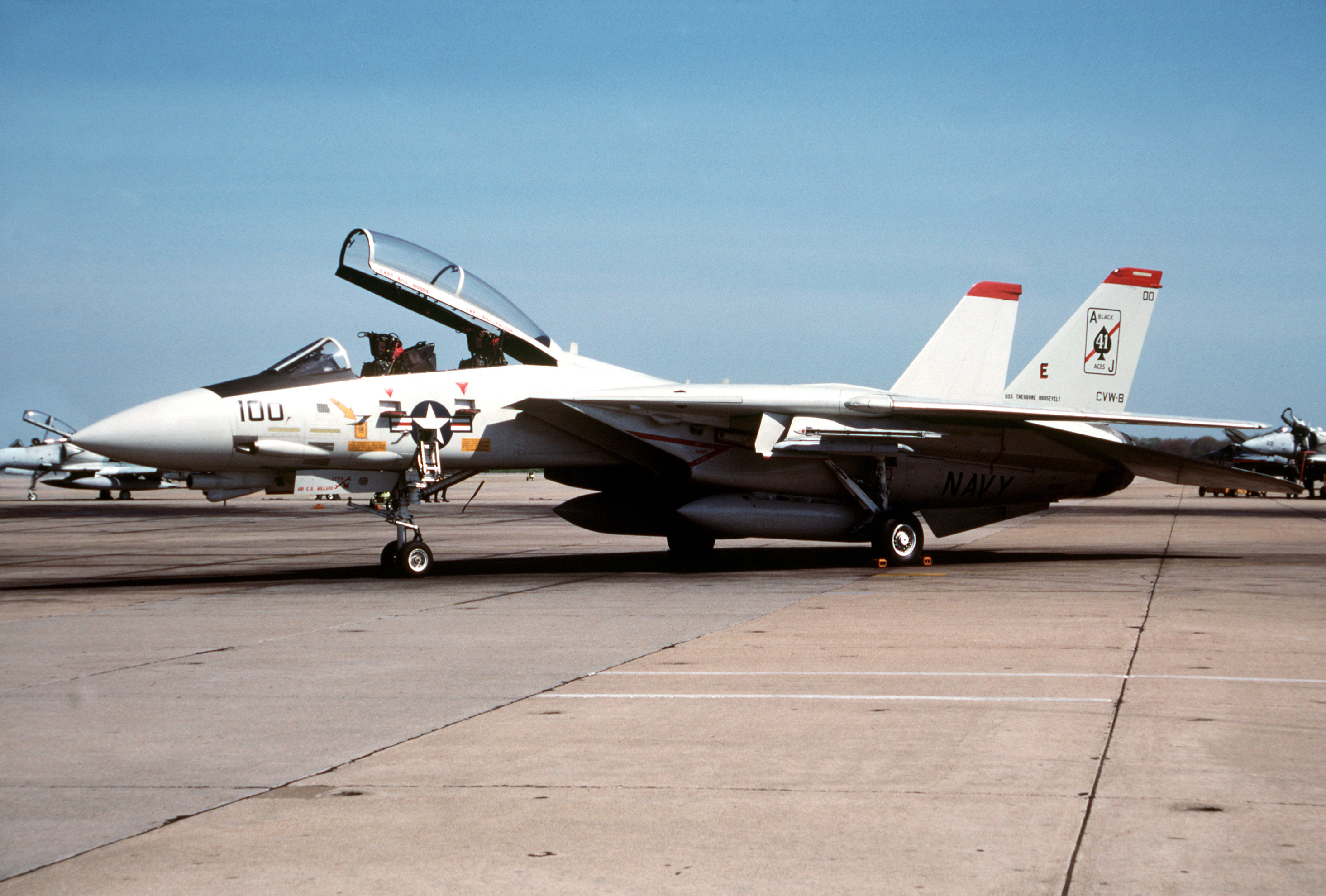
F-14 Tomcat del VF-41 Black Aces
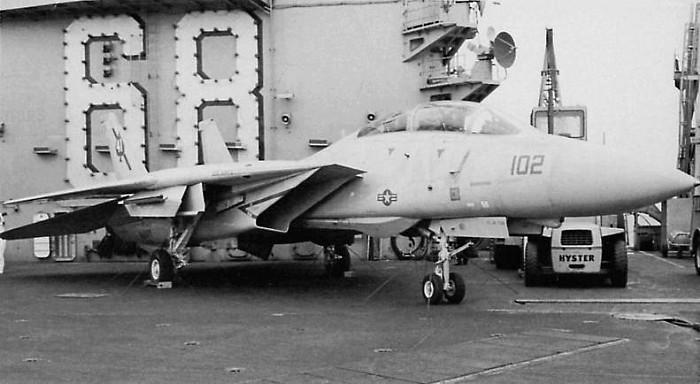
Fast Eagle 102 a bordo della Nimitz la mattina del 19 agosto 1981
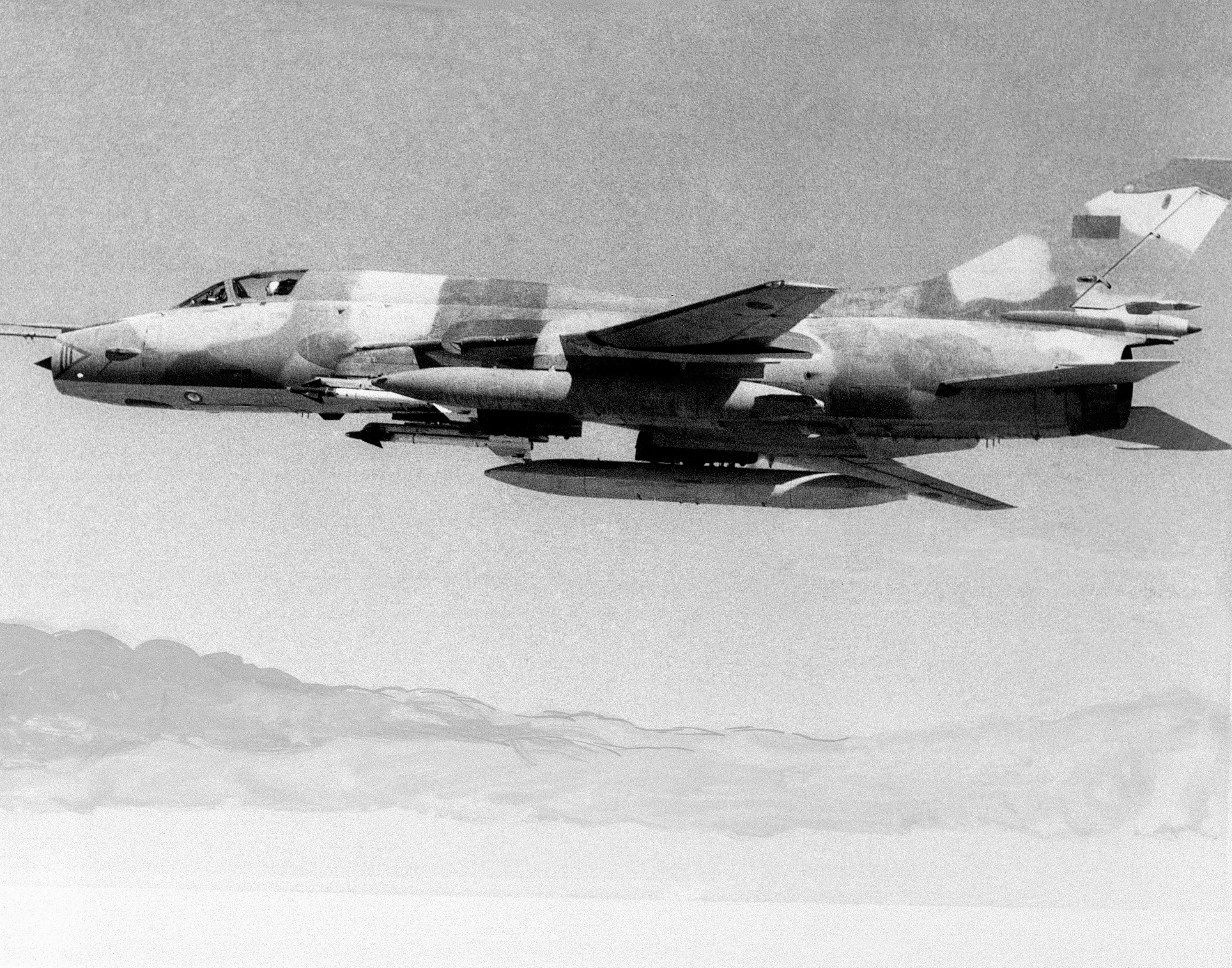
Sukhoi Su-22 Fitter dell'Al-Quwwat al-Jawwiyya al-Libiyya
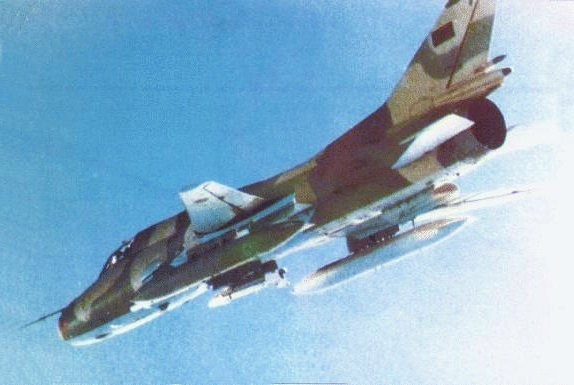
Su-22M-3K libico in volo
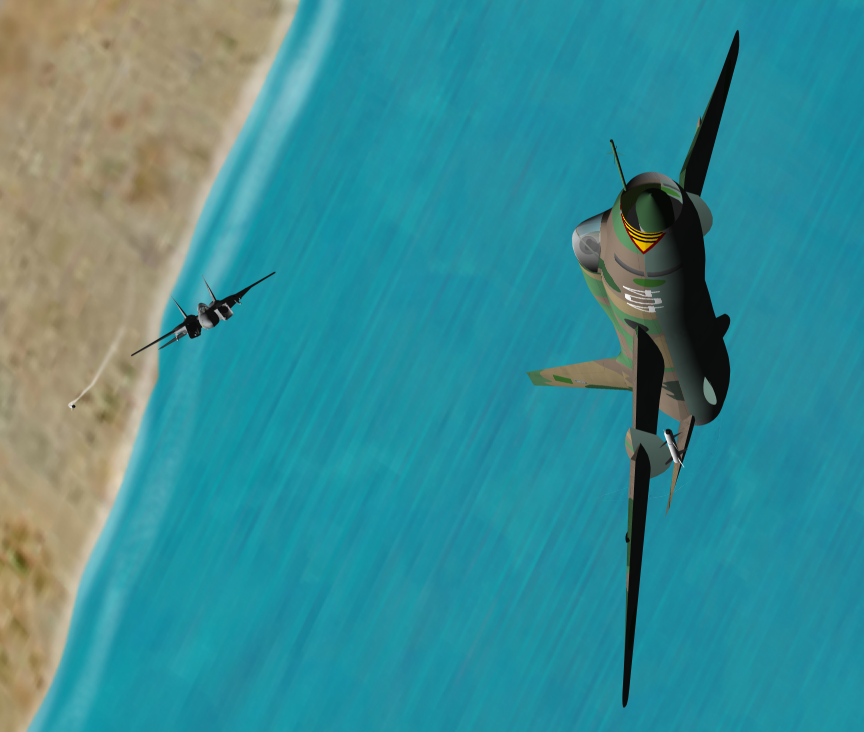
Ricostruzione computerizzata dell'attacco del Tomcat nei confronti del Su-22

## Filmografia
Segue una lista di film vagamente ispirati alla crisi tra i due Paesi:
- L'aquila d'acciaio
- Top Gun
- Shot Gun - Insieme ad ogni costo; titolo originale Into the Sun (1992)